# Inverness Caledonian Thistle Football Club 2016-2017
Questa voce raccoglie le informazioni riguardanti l'Inverness Caledonian Thistle Football Club nelle competizioni ufficiali della stagione 2016-2017.

## Rosa
| N. |                             | Ruolo | Calciatore             |
| -- | --------------------------- | ----- | ---------------------- |
| 1  | Scozia (bandiera)           | P     | Ryan Esson             |
| 2  | Inghilterra (bandiera)      | D     | David Raven            |
| 3  | Inghilterra (bandiera)      | D     | Carl Tremarco          |
| 4  | Scozia (bandiera)           | D     | Kevin McNaughton       |
| 5  | Inghilterra (bandiera)      | D     | Gary Warren (capitano) |
| 6  | Inghilterra (bandiera)      | D     | Josh Meekings          |
| 7  | Scozia (bandiera)           | C     | Liam Polworth          |
| 8  | Inghilterra (bandiera)      | C     | Ross Draper            |
| 9  | Irlanda (bandiera)          | A     | Dean Ebbe              |
| 10 | Irlanda (bandiera)          | C     | Aaron Doran            |
| 11 | Scozia (bandiera)           | C     | Iain Vigurs            |
| 12 | Scozia (bandiera)           | D     | Jamie McCart           |
| 13 | Irlanda del Nord (bandiera) | A     | Billy McKay            |
| 14 | Scozia (bandiera)           | C     | Jason Brown            |
| 15 | Irlanda (bandiera)          | C     | Jake Mulraney          |

| N. |                        | Ruolo | Calciatore          |
| -- | ---------------------- | ----- | ------------------- |
| 16 | Inghilterra (bandiera) | C     | Greg Tansey         |
| 17 | Inghilterra (bandiera) | C     | Lewis Horner        |
| 18 | Inghilterra (bandiera) | A     | Alex Fisher         |
| 19 | Inghilterra (bandiera) | A     | Scott Boden         |
| 20 | Scozia (bandiera)      | C     | Billy King          |
| 21 | Scozia (bandiera)      | A     | Alisdair Sutherland |
| 21 | Inghilterra (bandiera) | D     | Louis Laing         |
| 22 | Scozia (bandiera)      | D     | Brad McKay          |
| 23 | Estonia (bandiera)     | A     | Henri Anier         |
| 25 | Galles (bandiera)      | P     | Owain Fôn Williams  |
| 26 | Guinea (bandiera)      | A     | Lonsana Doumbouya   |
| 29 | Inghilterra (bandiera) | C     | Larnell Cole        |
| 31 | Scozia (bandiera)      | P     | Cameron Mackay      |
| 33 | Scozia (bandiera)      | D     | Cameron Gilchrist   |